# Japonia na Zimowych Igrzyskach Olimpijskich 1960
Na Zimowych Igrzyskach Olimpijskich 1960 w Squaw Valley Japonię reprezentowało 41 sportowców (36 mężczyzn i 5 kobiet) w 20 konkurencjach.

## Skład kadry

### Biegi narciarskie
Mężczyźni
| Zawodnik                                                  | Konkurencja        | czas      | Pozycja |
| --------------------------------------------------------- | ------------------ | --------- | ------- |
| Kazuo Sato                                                | Bieg na 15 km      | 56:15,0   | 30.     |
| Takashi Matsuhashi                                        | Bieg na 15 km      | 57:49,1   | 40.     |
| Eiji Kurita                                               | Bieg na 15 km      | 58:57,0   | 45.     |
| Takashi Matsuhashi                                        | Bieg na 30 km      | 2:06:25,5 | 35.     |
| Kazuo Sato                                                | Bieg na 30 km      | 2:07:07,2 | 37.     |
| Eiji Kurita                                               | Bieg na 30 km      | 2:11:25,8 | 39.     |
| Eiji Kurita                                               | Bieg na 50 km      | 3:38:40,6 | 27.     |
| Takashi Matsuhashi Kazuo Sato Eiji Kurita Akemi Taniguchi | Sztafeta 4 × 10 km | 2:36:44,9 | 10.     |

### Hokej na lodzie
Reprezentacja mężczyzn
| - Shikashi Akazawa - Shinichi Honma - Toshiei Honma - Hidenori Inatsu - Atsuo Irie - Yuji Iwaoka - Takashi Kakihara - Yoshihiro Miyazaki - Masao Murano |  | - Isao Ono - Akiyoshi Segawa - Shigeru Shimada - Kunito Takagi - Mamoru Takashima - Masami Tanabu - Shoichi Tomita - Toshihiko Yamada |

Reprezentacja Japonii w rundzie eliminacyjnej turnieju olimpijskiego brała udział w rozgrywkach grupy A w której zajęła trzecie miejsce, nie awansując do rundy finałowej. W grupie "pocieszenia" reprezentacja Japonii zajęła drugie miejsce. Ostatecznie została sklasyfikowana na 8. miejscu.

#### Runda eliminacyjna
Grupa A
| Drużyna | M | Mecze | Mecze | Mecze | Bramki | Bramki | Bramki | Pkt |
| Drużyna | M | W     | R     | P     | +      | -      | +/-    | Pkt |
| ------- | - | ----- | ----- | ----- | ------ | ------ | ------ | --- |
| Kanada  | 2 | 2     | 0     | 0     | 24     | 3      | +21    | 4   |
| Szwecja | 2 | 1     | 0     | 1     | 21     | 5      | +16    | 2   |
| Japonia | 2 | 0     | 0     | 2     | 1      | 38     | -37    | 0   |

Wyniki
| 20 lutego 1960 | Kanada | 19:1 | Japonia |  |

|  | R.Attersley 4:52 J.Rousseau 7:28 F.Etcher 10:31 H.Sinden 11:24 G.Samolenko 11:51 R.Attersley 22:00 H.Sinden 24:15 R.Rousseau 25:54 G.Samolenko 31:15 F.Martin 34:13 J.Connelly 36:20 J.Rousseau 39:26 F.Etcher 43:37 F.Etcher 44:59 D.Rope 46:00 F.Martin 48:35 R.McKnight 48:51 G.Samolenko 51:45 J.Rousseau 52:24 | (5:0, 7:1, 7:0) | A.Irie 28:28 |  |

| 21 lutego 1960 | Szwecja | 19:0 | Japonia |  |

|  | R.Pettersson 1:00 R.Pettersson 3:51 C.Öberg 7:15 C.Öberg 7:23 A.Andersson 7:51 G.Blomé 13:57 G.Blomé 15:33 H.Granath 18:05 A.Andersson 26:48 L.Lundvall 29:07 S.Johansson 30:00 S.Johansson 30:33 G.Blomé 33:28 N.Nilsson 41:09 S.Johansson 41:29 R.Pettersson 47:56 C.Öberg 56:14 N.Nilson 56:49 H.Svedberg 57:17 | (8:0, 5:0, 6:0) |  |  |

#### Grupa pocieszenia
| Drużyna   | M | Mecze | Mecze | Mecze | Bramki | Bramki | Bramki | Pkt |
| Drużyna   | M | W     | R     | P     | +      | -      | +/-    | Pkt |
| --------- | - | ----- | ----- | ----- | ------ | ------ | ------ | --- |
| Finlandia | 4 | 3     | 1     | 0     | 50     | 11     | +39    | 7   |
| Japonia   | 4 | 2     | 1     | 0     | 32     | 22     | 10     | 5   |
| Australia | 4 | 0     | 0     | 4     | 8      | 57     | -49    | 0   |

Wyniki
| 23 lutego 1960 | Finlandia | 6:6 | Japonia |  |

|  | R.Kilpiö 0:30 J.Seistamo 7:57 P.Nieminen 27:02 M.Lampainen 33:33 V.Soini 37:17 V.Soini 41:57 | (2:1, 3:2, 1:3) | J.Iwaoka 12:06 M.Tanabu 223:56 I.Ono 35:40 T.Kakihara 49:04 M.Takashima 49:57 M.Takashima 55:59 |  |

| 24 lutego 1960 | Japonia | 13:2 | Australia |  |

|  | T.Yamada 14:37 H.Inatsu 15:21 T.Kakihara 16:14 M.Takashima 22:30 Y.Miyazaki 27:27 Y.Miyazaki 31:17 T.Yamada 32:07 J.Iwaoka 42:16 I.Ono 44:21 J.Iwaoka 47:36 I.Ono 49:35 T.Yamada 50:29 J.Iwaoka 53:21 | (3:0, 4:0, 6:2) | N.Derrick 43:11 D.Cunnigham 49:28 | Sędzia główny: Buck Riley Sędziowie liniowi: Marshall Ryman |

| 26 lutego 1960 | Finlandia | 11:2 | Japonia |  |

|  | H.Pulli 6:55 T.Rastio 7:53 R.Kilpiö 24:58 J.Seistamo 26:54 P.Nieminen 28:41 J.Seistamo 33:43 H.Pulli 36:52 T.Rastio 37:10 R.Kilpiö 51:48 P.Nieminen 55:59 E.Luostarinen 59:19 | (2:1, 6:0, 3:1) | Y.Segawa 11:40 T.Yamada 52:58 |  |

| 27 lutego 1960 | Japonia | 11:3 | Australia |  |

|  | T.Kakihara 0:52 I.Ono 1:25 A.Irie 2:40 T.Yamada 8:57 M.Takashima 12:31 Y.Segawa 15:00 A.Irie 26:32 Masao Murano 32:50 H.Inatsu 42:09 I.Ono 53:45 I.Ono 54:16 | (6:0, 2:1, 3:2) | N.Derrick 28:07 B.Hansen 37:24 D.Cunningham 51:13 | Sędzia główny: Buck Riley Sędziowie liniowi: Marsh Ryman |

### Kombinacja norweska
Mężczyźni
| Zawodnik        | Konkurencja   | Bieg narciarski    | Bieg narciarski    | Bieg narciarski    | Skoki narciarskie | Skoki narciarskie | Skoki narciarskie | Skoki narciarskie | Skoki narciarskie | Skoki narciarskie | Skoki narciarskie | Skoki narciarskie | Łącznie                  | Pozycja                  |
| Zawodnik        | Konkurencja   | Czas biegu         | Pozycja            | Punkty             | Skok 1            | Nota              | Skok 2            | Nota              | Skok 3            | Nota              | Punkty            | Pozycja           | Łącznie                  | Pozycja                  |
| --------------- | ------------- | ------------------ | ------------------ | ------------------ | ----------------- | ----------------- | ----------------- | ----------------- | ----------------- | ----------------- | ----------------- | ----------------- | ------------------------ | ------------------------ |
| Yōsuke Etō      | Indywidualnie | 1:05:51,4          | 23.                | 211,484            | 62,0              | 106,0             | 62,5              | 101,5             | 68,0              | 112,5             | 218,5             | 3.                | 429,984                  | 15.                      |
| Akemi Taniguchi | Indywidualnie | 1:04:52,9          | 20.                | 215,226            | 52,5              | 91,0              | 96,0              | 58,5              | 62,0              | 98,0              | 194,0             | 26.               | 409,226                  | 24.                      |
| Rikio Yoshida   | Indywidualnie | Nie ukończył biegu | Nie ukończył biegu | Nie ukończył biegu | 57,0              | 98,0              | 61,0              | 97,0              | 64,0              | 104,0             | 202,0             | 17.               | Nie ukończył konkurencji | Nie ukończył konkurencji |
| Takashi Matsui  | Indywidualnie | Nie ukończył biegu | Nie ukończył biegu | Nie ukończył biegu | 58,0              | 98,5              | 62,0              | 99,0              | 61,0              | 99,5              | 198,5             | 22.               | Nie ukończył konkurencji | Nie ukończył konkurencji |

### Łyżwiarstwo figurowe
| Zawodnik      | Konkurencja | Nota   | Pozycja |
| ------------- | ----------- | ------ | ------- |
| Junko Ueno    | Solistki    | 1176,5 | 17.     |
| Miwa Fukuhara | Solistki    | 1134,7 | 21.     |
| Nobuo Sato    | Soliści     | 1206,8 | 14.     |

### Łyżwiarstwo szybkie
Mężczyźni
| Zawodnik           | Konkurencja   | Konkurencja   | Konkurencja    | Konkurencja    | Konkurencja    | Konkurencja    | Konkurencja      | Konkurencja      |
| Zawodnik           | Bieg na 500 m | Bieg na 500 m | Bieg na 1500 m | Bieg na 1500 m | Bieg na 5000 m | Bieg na 5000 m | Bieg na 10 000 m | Bieg na 10 000 m |
| Zawodnik           | Czas          | Miejsce       | Czas           | Miejsce        | Czas           | Miejsce        | Czas             | Miejsce          |
| ------------------ | ------------- | ------------- | -------------- | -------------- | -------------- | -------------- | ---------------- | ---------------- |
| Fumio Nagakubo     | 41,1          | 9.            | 2:18,7         | 21.            |                |                |                  |                  |
| Yoshitaki Hori     | 41,8          | 16.           | 2:21,7         | 29.            |                |                |                  |                  |
| Takeo Mizoo        | 43,7          | 36.           | 2:22,6         | 33.            | 8:28,7         | 23.            | 17:42,0          | 25.              |
| Shinkichi Takemura | 45,9          | 43.           |                |                |                |                |                  |                  |
| Shuji Kobayashi    |               |               | 2:23,0         | 34.            | 8:29,8         | 24.            | 17:20,8          | 21.              |

Kobiety
| Zawodnik                   | Konkurencja   | Konkurencja   | Konkurencja    | Konkurencja    | Konkurencja    | Konkurencja    | Konkurencja    | Konkurencja    |
| Zawodnik                   | Bieg na 500 m | Bieg na 500 m | Bieg na 1000 m | Bieg na 1000 m | Bieg na 1500 m | Bieg na 1500 m | Bieg na 3000 m | Bieg na 3000 m |
| Zawodnik                   | Czas          | Miejsce       | Czas           | Miejsce        | Czas           | Miejsce        | Czas           | Miejsce        |
| -------------------------- | ------------- | ------------- | -------------- | -------------- | -------------- | -------------- | -------------- | -------------- |
| Hatsue Nagakubo-Takamizawa | 46,6          | 5.            | 1:35,8         | 5.             | 2:43,7         | 19.            | 5:21,4         | 4.             |
| Fumie Hama                 | 47,4          | 8.            | 1:36,1         | 7.             | 2:33,3         | 10.            |                |                |
| Yoshiko Takano             | 50,3          | 19.           | 1:39,9         | 16.            | 2:34,0         | 12.            | 5:30,9         | 10.            |

### Narciarstwo alpejskie
Mężczyźni
| Zawodnik         | Konkurencja | Konkurencja | Konkurencja   | Konkurencja   | Konkurencja         | Konkurencja         | Konkurencja              | Konkurencja              |
| Zawodnik         | Zjazd       | Zjazd       | Slalom gigant | Slalom gigant | Slalom specjalny    | Slalom specjalny    | Slalom specjalny         | Slalom specjalny         |
| Zawodnik         | Czas        | Pozycja     | Czas          | Pozycje       | Czas 1-go przejazdu | Czas 2-go przejazdu | Czas łączny              | Pozycja                  |
| ---------------- | ----------- | ----------- | ------------- | ------------- | ------------------- | ------------------- | ------------------------ | ------------------------ |
| Chiharu Igaya    | 2:25,0      | 34.         | 1:55,8        | 23.           | 1:10,9              | 1:09,3              | 2:20,2                   | 12.                      |
| Osamu Tada       | 2:28,5      | 46.         | 2:06,5        | 35.           | 1:17,2              | 1:26,8              | 2:44,0                   | 26.                      |
| Masayoshi Mitani | 2:31,3      | 53.         | 2:05,6        | 33.           | 1:23,8              | Dyskwalifikacja     | Nie ukończył konkurencji | Nie ukończył konkurencji |
| Takashi Takeda   |             |             | 2:13,4        | 44.           | 1:26,7              | 1:29,3              | 2:56,0                   | 33.                      |

### Skoki narciarskie
Mężczyźni
| Skoczek        | Skok 1    | Skok 1 | Skok 2    | Skok 2 | Nota  | Pozycja |
| Skoczek        | odległość | Nota   | odległość | Nota   | Nota  | Pozycja |
| -------------- | --------- | ------ | --------- | ------ | ----- | ------- |
| Sadao Kikuchi  | 88,5      | 104,1  | 77,0      | 102,1  | 206,2 | 15.     |
| Koichi Sato    | 82,0      | 98,4   | 78,0      | 101,9  | 200,3 | 22.     |
| Yōsuke Etō     | 85,5      | 102,2  | 72,5      | 95,5   | 197,7 | 25.     |
| Takashi Matsui | 78,5      | 92,6   | 75,0      | 97,0   | 189,6 | 30.     |